# Иодский сельсовет
Иодский сельсовет (белор. Ёдскі сельсавет) — административная единица на территории Шарковщинского района Витебской области Республики Беларусь. Административный центр — агрогородок Иоды.

## История
Образован в октябре 1944 года. 10 октября 2013 года в состав сельсовета вошли 14 населённых пунктов упразднённого Воложинского сельсовета.
Решением Щарковщинского районного Совета депутатов от 26 января 2022 г. № 223 "Об упразднении сельских населённых пунктов Щарковщинского района" хутор Куриченки упразднён.

## Состав
Иодский сельсовет включает 42 населённых пункта:
- Амбросенки — деревня
- Бернаты — деревня
- Беседное — деревня
- Блиновщина — деревня
- Бобовье — деревня
- Буда Ближняя — деревня
- Буда Дальняя — деревня
- Буевщина — агрогородок
- Буйки — деревня
- Веселово — деревня
- Волковщина — деревня
- Воложинки — деревня
- Воронка — деревня
- Гизовщина — деревня
- Глистенки — деревня
- Дубники — деревня
- Залесье — деревня
- Зяблины — деревня
- Иоды — агрогородок
- Корница — деревня
- Коршунки — деревня
- Костюки — деревня
- Кулаги — хутор
- Куштали — деревня
- Лазовка — деревня
- Лакиновцы — деревня
- Лонские — деревня
- Мартыняты — деревня
- Мета — деревня
- Млынарово — хутор
- Островляне — деревня
- Подобы — деревня
- Пояночи — деревня
- Свилы — деревня
- Снеги — деревня
- Сосновцы — деревня
- Тавкини — деревня
- Тадулино — деревня
- Трабовщина — деревня
- Шити — агрогородок
- Шурпаки — деревня
- Ятелевщина — деревня

Упразднённые населённые пункты на территории сельсовета:
- Пунище — деревня
- Куриченки — хутор

## Инфраструктура
На территории сельсовета находятся: средняя школа-сад, начальная школа-сад, пять магазинов, кафе, автомагазин, три отделения почтовой связи, два фельдшерско-акушерских пунктам, врачебная амбулатория, сельский Дом культуры, Дом народного творчества, две сельские библиотеки, Иодское лесничество.